# Dianella stipitata
Dianella stipitata là một loài thực vật có hoa trong họ Thích diệp thụ. Loài này được Schlittler miêu tả khoa học đầu tiên năm 1940.